# Казорате-Семпьоне
Казорате-Семпьоне (итал. Casorate Sempione, ломб. Casoraa Sempiùn) — коммуна в Италии, располагается в провинции Варесе области Ломбардия.
Население составляет 5334 человека (на 2004 г.), плотность населения составляет 845 чел./км². Занимает площадь 6 км². Почтовый индекс — 21011. Телефонный код — 0331.
Покровителями коммуны почитаются святой Иларий Пиктавийский, празднование 13 января, и святой Тит, особое празднование памяти которого происходит каждые десять лет, начиная с 476 года.

## Города-побратимы
- Сент-Этьенн-де-Сен-Жуар, Франция
- Сен-Жуар, Франция
- Сен-Мишель-де-Сен-Жуар, Франция